# Lockheed SR-72
Lockheed SR-72 — американский гиперзвуковой беспилотный самолёт.

## История разработки
Информация о модели стала просачиваться в СМИ примерно с 2007 года. Однако официально опубликованы сведения о SR-72 впервые были в Aviation Week & Space Technology 1 ноября 2013, причём интерес к ним оказался настолько велик, что повлёк падение серверов издания.
В июле 2017 года прототип был испытан в полёте на полигоне. Предполагается, что высокая скорость аппарата (речь идёт о примерно 6 Мах) позволит использовать его для нужд разведки, так как противник не успеет среагировать на его появление.

## Общие сведения
Компания Lockheed Martin называет этот самолёт «потомком» завершившего карьеру в 1998—1999 годах управлявшегося пилотом Lockheed SR-71 Blackbird, сделанным по технологиям XXI, а не XX века — изготовлен из композитных материалов нового поколения, беспилотным и управляемым компьютером. Завершение его разработки планируется в 2020-х годах, а начало использования возможно в 2030-х.